# 대니얼 베딩필드
대니얼 베딩필드(Daniel Bedingfield, 1979년 12월 3일 ~ )는 잉글랜드의 싱어송라이터이다. 형제자매로 너태샤 베딩필드, 니컬라 레이철이 있다.